# 亚历杭德拉·帕尔马
亚历杭德拉·帕尔马（西班牙語：Alejandra Palma，1960年7月17日—），阿根廷女子曲棍球运动员。她曾代表阿根廷参加1987年泛美运动会曲棍球比赛，获得一枚金牌。她也曾出战1988年夏季奥运会。